# Pede B
 Der er for få eller ingen kildehenvisninger i denne artikel, hvilket er et problem. Du kan hjælpe ved at angive troværdige kilder til de påstande, som fremføres i artiklen.

Peter Ankjær Bigaard, kendt som Pede B (født 13. marts 1984 i Danmark) er en dansk rapper, der kommer fra Hellerup. Han har vundet MC's Fight Night tre gange i hhv. 2005, 2007 og 2009.

## Karriere
Som spæd medvirkede han i dokumentarfilmen Gøgeungen fra 1984 instrueret af Elisabeth Rygaard. Han fik løn, og hans børneopsparing var primært baseret på denne løn.
Ifølge ham selv har han rappet siden han var 10 år.[kilde mangler]
I 2005 vandt han MC's Fight Night over Kim Jensen, og året efter i 2007 vandt han i finalen over Ham Den Lange. Pede B vandt Østfinalen i år 2008 over Shake, hvor han slog Elbanovic i semifinalen. I finalen blev han slået af Mikl. Den 17.-18. Oktober 2009 vandt Pede B for tredje gang MC's Fight Night over Ham Den Lange, og blev dermed den første til at få titlen tre gange og derfor den første triplechamp i MC's Fight Nights historie. 
I 2009 udgav Pede B et mixtape kaldt "B-mennesket" med ikke tidligere udgivne tracks. Han optrådte også på Roskilde Festival den 5. juli 2009. Ved koncerten optrådte Mikl og Per Vers. Pede B har dog efterfølgende løsrevet sig fra MC's Fight Night, og fokuserer i stedet udenlukkende på at udgive musik.
På pladerne Over Askeskyen part 1 og 2 og Byggesten har Pede B lavet musik sammen med  Dj Noize.
I 2015 fik Peter lov til at rappe med  punchlinerapperen Nixen's debut plade. Derudover har Pede B lavet samarbejdet med store danske rapikoner som L.O.C., Jokeren og Per Vers.

## Diskografi
- Lydbror, CD, Udgivet 2021
- Gumbo, CD, LP, Udgivet 2021
- Gudskelov, CD, LP, Udgivet 2020
- Gøgeungen, CD, LP, Udgivet 2020
- Lilla Lounge, CD, LP, Udgivet 2019
- Over Askeskyen 3, CD, LP, Udgivet 2018
- Sparring, CD, LP, Udgivet 2017
- Gin Og Cocio, CD, LP Udgivet 2016
- Byggesten, CD, LP Udgivet 2015
- Over Askeskyen 2, CD, LP udgivet 2013
- Over Askeskyen, CD, LP udgivet 2012
- Jungleloven, CD, udgivet 2010
- B-Mennesket – The Mixtape, CD, udgivet 2009
- Mørket Falder På, Single, udgivet 2008
- Stadig Beskidt, LP, udgivet 2008
- Stadig Beskidt, CD, udgivet 2008
- Stadig Beskidt, Single, udgivet 2008
- Et Barn Af Tiderne, CD, LP udgivet 2005

Gratis projekter
- Skarpe Skud Kap. 1 - Startskuddet 2010
- Skarpe Skud Kap. 2 - Barneleg 2010
- Skarpe Skud Kap. 3 - Løb Mens Du Kan 2011
- Skarpe Skud Kap. 4 - Jorden Er Giftig 2012
- Askemix 2012
- Skarpe Skud Kap. 5 - En Chance Til 2013
- Vi Hjerte Alberte (2014)
- Skarpe Skud Kap. 6 - Fuck Hvem Du Kender 2016

Koldfront
- Fimbul: 1. Vinter for evigt
- Fimbul: 2. Vinter
- Fimbul: 3. Vinter